# Dido abandonada (Piccinni)

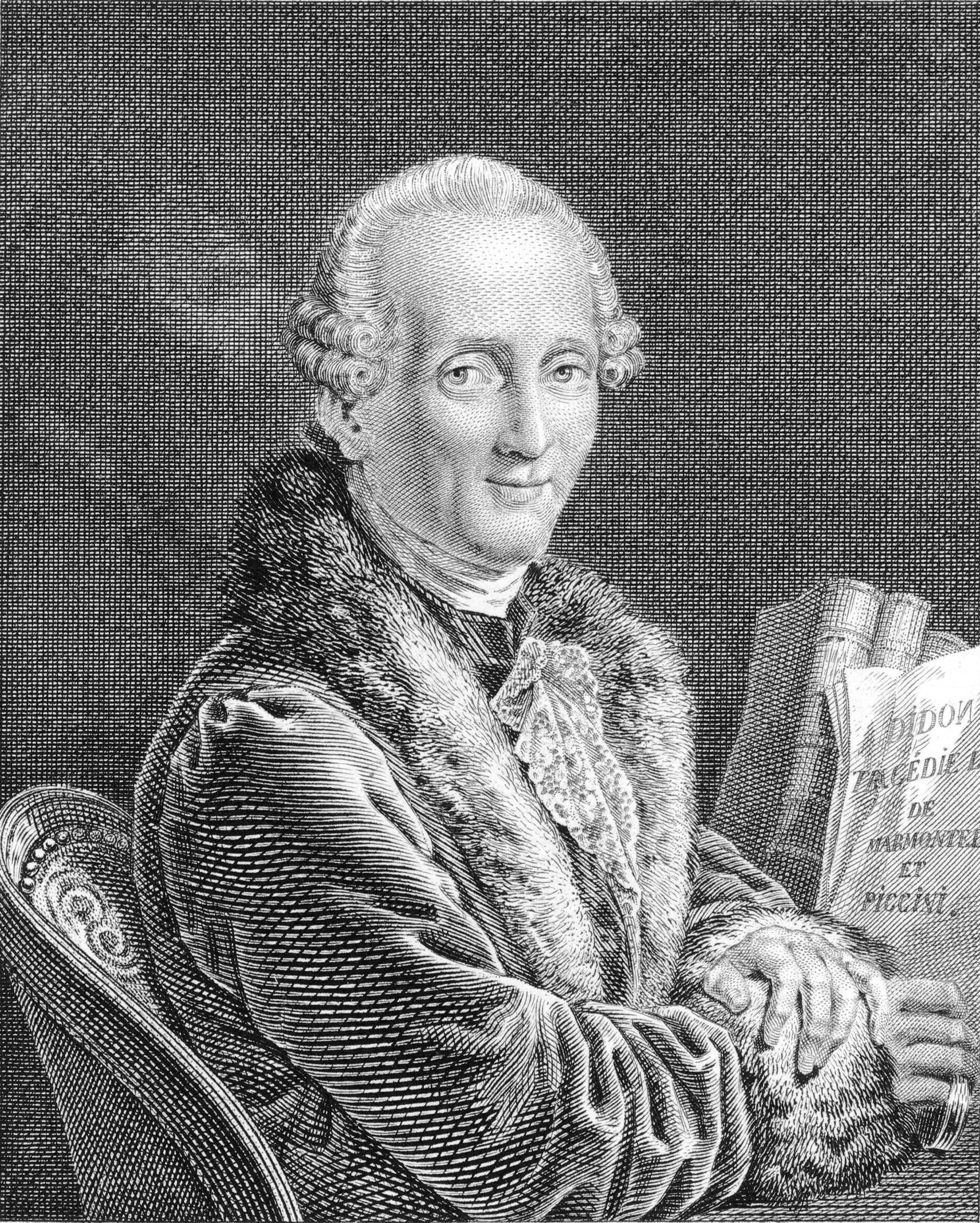
Niccolò Piccini

Dido abandonada (título original en italiano, Didone abbandonata) es una ópera en tres actos del compositor italiano Niccolò Piccinni (Bari, 1728 — Passy (París), 1800) basado en el libreto de Pietro Metastasio pero llevado más tarde al francés por Jean-François Marmotel. Su estreno tuvo lugar en el Teatro della Torre Argentina de Roma, el 8 de enero de 1770.   

## Producción operística y Antecedentes de Didon
La reina María Antonieta llamó a Niccolo  para que fuese a París, pero esto provocó una fuerte rivalidad con Gluck, la cual acabó resuelta con el encargo a ambos músicos de Ifigenia en Táuride. Gluck la realizó en el año 1799 y Piccini en 1785; también es autor de Roland (1778) y Didon (1783), es triunfo de esta rivalidad fue Piccini, el cual fue nombrado director de una compañía italiana en París.
Tras la rivalidad con Gluck vino otra con Sacchini, pero la vuele a ganar el compositor italiano con Didon, pero a partir de este momento se comienza un declive en su producción musical. Regresa a Nápoles, donde en el año 1702 estrena Gionata y la Serva onorata, pero tuvo una gran rivalidad con la corte napolitana, por lo que decide irse a Francia, lugar donde es nombrado inspector de enseñanza del conservatorio, falleciendo a los pocos años.
El libreto de Didone abandonata fue escrito por Metastasio para que fuera utilizado por el compositor italiano Domenico Natale Sarro para componer una ópera homónima en tres actos, cuyo estreno tuvo lugar en el Teatro San Bartolomé de Nápoles, el 1 de febrero de 1724. Posteriormente a Sarro fueron más de 70 los compositores que crearon óperas sobre el mismo libreto, entre ellos Händel, Hasse, Paisiello o Päer, siendo el último Carl Gottlieb Reissiger cuya Dido se estrenó en Dresde justo 100 años después, en 1824.

## Libreto
Las fuentes a las que acudió Metastasio para escribir el libreto fueron La Eneida  y  Los Fastos  de los poetas romanos Virgilio y Ovidio respectivamente.

El libreto es el segundo de la producción de Metastasio, estando comprendido entre Siface, re di Numidia  (1723) y  Siroe, re di Persia (1726).

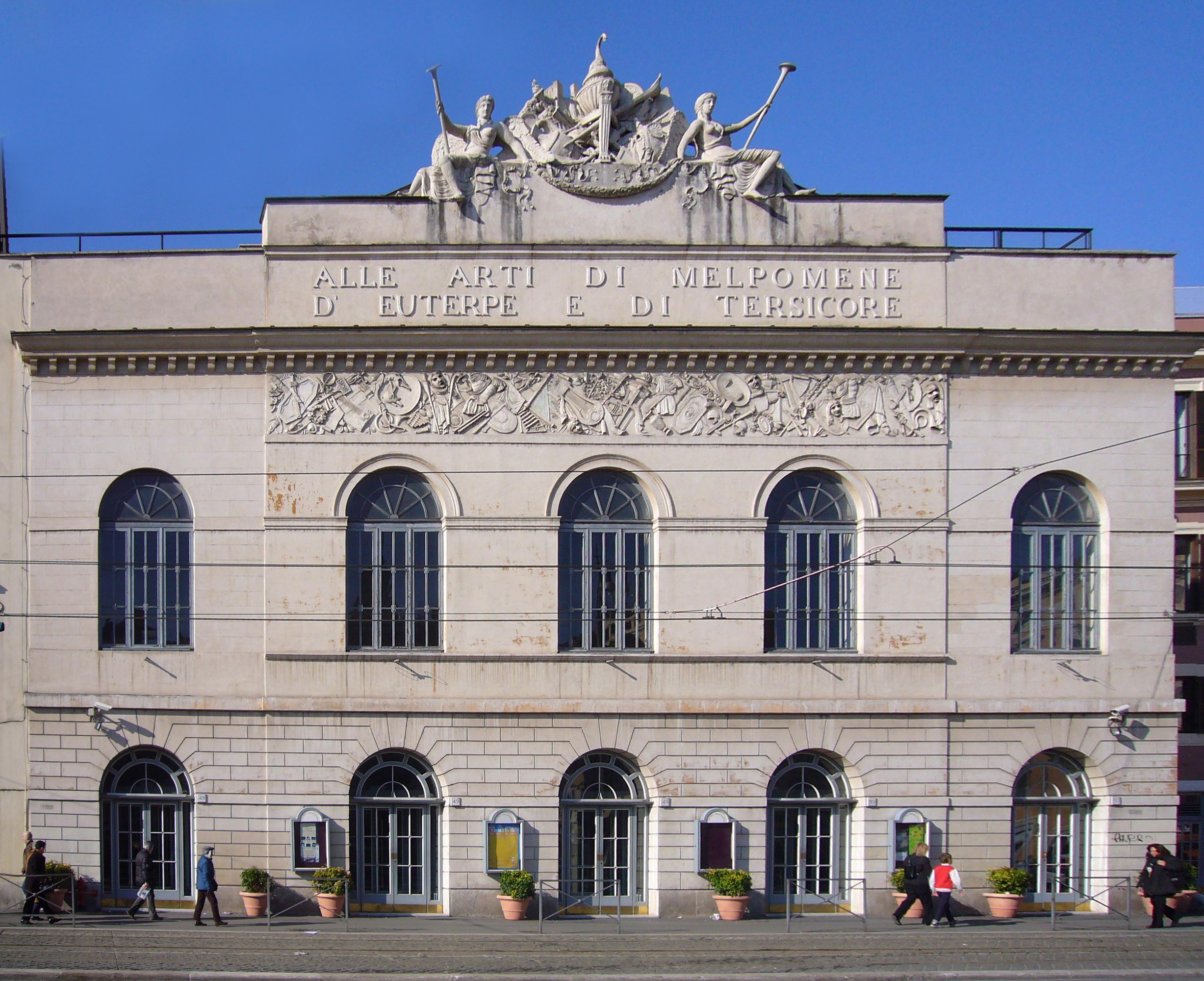
Teatro de la Torre Argentina, Roma.

## Personajes
| Personaje                                  | Tesitura              | Reparto el 8 de enero de 1770 Director: Niccolò Piccinni |
| ------------------------------------------ | --------------------- | -------------------------------------------------------- |
| Dido, reina de Cartago.                    | soprano castrato      | ¿?                                                       |
| Eneas, héroe troyano.                      | soprano castrato      | ¿?                                                       |
| Jarbas, rey moro bajo el nombre de Arbace. | mezzosoprano castrato | ¿?                                                       |
| Selene, hermana de Dido.                   | soprano castrato      | ¿?                                                       |
| Osmida, confidente de Dido.                | soprano castrato      | ¿?                                                       |
| Araspe, confidente de Jarbas.              | tenor                 | ¿?                                                       |

## Versión París

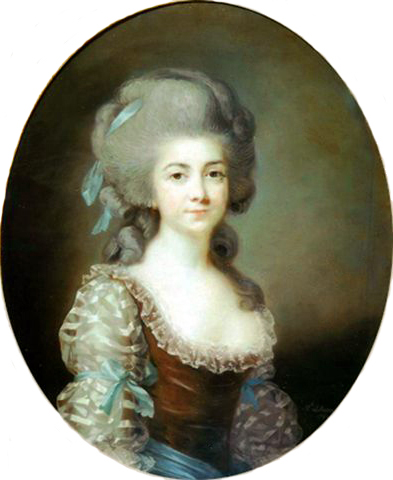
Retrato de la soprano francesa Antoinette Saint-Huberty Óleo de Marie-Louise-Élisabeth Vigée-Lebrun, (c1780)

El 16 de octubre de 1783 en el Teatro del Palacio de Fontainebleau y bajo el título de Didon, Piccinni presentó una segunda versión de Dido abandonada con libreto en francés de Jean-François Marmontel sobre Metastasio. La representación estuvo presidida por el rey de Francia Luis XVI que la hizo repetir 3 veces en el mismo día y María Antonieta.
Fue de toda su producción operística francesa la obra que llegó a tener mayor reconocimiento.

## Personajes
| Personaje                                  | Tesitura      | Reparto el 16 de octubre de 1783 Director: Niccolò Piccinni |
| ------------------------------------------ | ------------- | ----------------------------------------------------------- |
| Dido, reina de Cartago.                    | soprano       | Antoinette Cécile de Saint-Huberty                          |
| Eneas, héroe troyano.                      | tenor         | Étienne Lainez                                              |
| Jarbas, rey moro bajo el nombre de Arbace. | bajo-barítono | Henri Larrivée                                              |
| Selene, hermana de Dido.                   | soprano       | ¿?                                                          |
| Osmida, confidente de Dido.                | soprano       | ¿?                                                          |
| Araspe, confidente de Jarbas.              | bajo-barítono | ¿?                                                          |

## Argumento

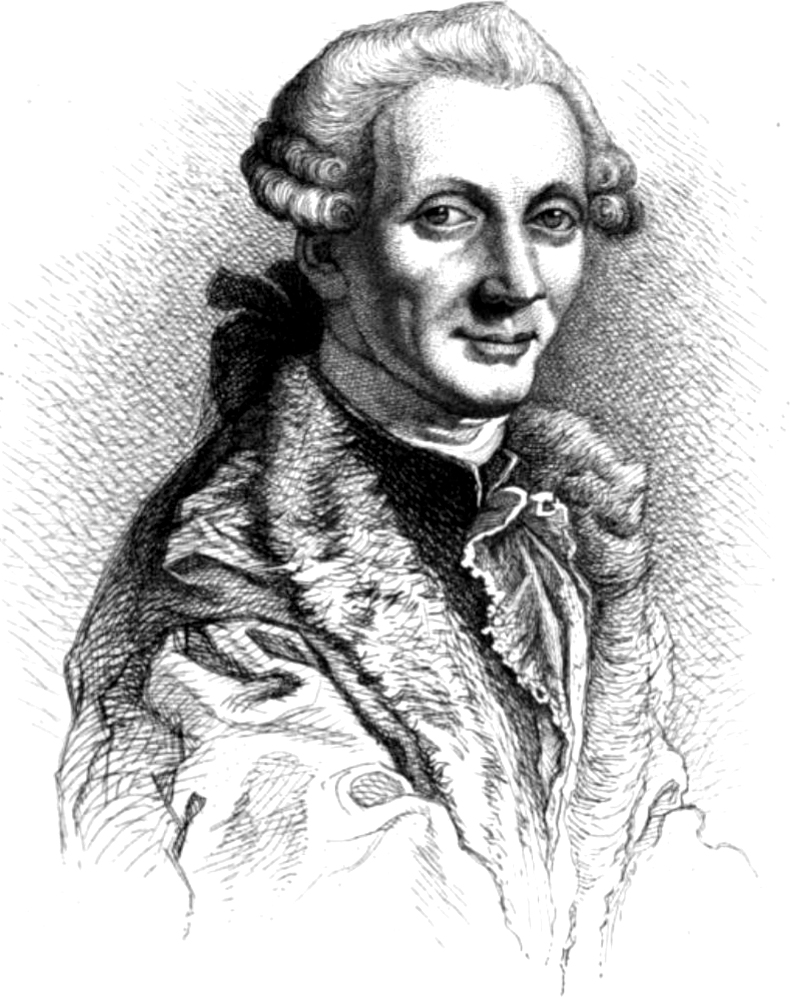
Niccolò Piccinni (1868)

Dido, viuda de Siqueo, tras serle asesinado el marido por su hermano Pigmalión, rey de Tiro, huyó con inmensas riquezas a África donde, comprando suficiente territorio, fundó Cartago, ciudad situada en lo que consideramos el actual Túnez y donde se va a desarrollar la trama.
Fue allí solicitada como esposa por muchos, particularmente por Jarbas, rey de los moros, rehusando siempre, pues decía querer guardar fidelidad a las cenizas del extinto cónyuge, nos aparece disfrazado como el embajador Arbace por comodidad de la representación.
Mientras tanto, el troyano Eneas, habiendo sido destruida su patria por los griegos, cuando se dirigía a Italia fue arrastrado por una tempestad hasta las orillas de África, siendo allí recogido y cuidado por Dido, la cual se enamoró de él ardientemente; pero mientras éste se complacía y se demoraba en Cartago por el cariño de la misma, los dioses le ordenaron que abandonara aquel cielo y que continuara su camino hacia Italia donde le prometieron que habría de resurgir una nueva Troya. Él partió, y Dido, desesperadamente, después de haber intentado en vano retenerlo, vio como Cartago fue incendiada por Jarbas y se sintió tan sola que decidió arrebatarse la vida.
También nos encontramos en esta historia a personajes como el de Selene (hermana de Dido), la cual está secretamente enamorada de Eneas, a Araspe, confidente de Jarba y enamorado de Selene; además también tenemos a Osmida, ministro traidor y confesor de Dido.
Todo esto lo cuenta Virgilio, uniendo el tiempo de la fundación de Cartago a los errores de Eneas, en un bello anacronismo y Ovidio que en el tercer libro de sus Fastos, recoge que Jarbas se apoderó de Cartago tras la muerte de Dido, y que Ana, hermana de la misma, a la que llamaremos Selene, estaba ocultamente enamorada de Eneas. 

## Influencia
Metastasio tuvo gran influencia sobre los compositores de ópera desde principios del siglo XVIII a comienzos del siglo XIX. Los teatros de más renombre representaron en este período obras del ilustre italiano, y los compositores musicalizaron los libretos que el público esperaba ansioso. Didone abbandonata fue utilizada por más de 70 compositores para componer otras tantas óperas de las que casi ninguna de ellas ha sobrevivido al paso del tiempo.

 No es de extrañar su éxito dada a la cantidad de personajes (cargados de una gran fuerza dramática), de acciones y de tramas.